# 神戸ルージュ

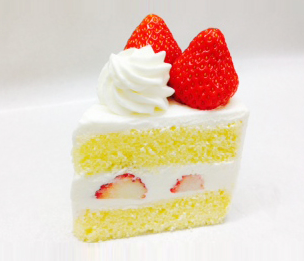
神戸ルージュ使用のショートケーキ（ファクトリーシン）

神戸ルージュ（こうべルージュ）は、イチゴ品種「神戸1号」の愛称。

## 概要
1960年に神戸市北部指導農場（北区有野町）にて開発された露地栽培用イチゴで、当時は「神戸1号」と命名された。神戸市が開発した唯一のイチゴ品種である。果肉が固いため出荷時、運送時に傷が付きにくい。その後、ハウス栽培が主流となり、1971年頃には生産されなくなり自然消滅していた。2012年になり、地域おこしの一環で北区大沢町の農業経営者、池本喜和が復活させ、2015年現在1800株を栽培。神戸市長の久元喜造が「神戸ルージュ」の愛称を付け神戸市の特産品として普及させる戦略を立てた。
その後、神戸市から依頼された菓子メーカーのシンケールスが神戸ルージュを使用したショートケーキを約1年がかりで開発。神戸ルージュ特有の甘酸っぱく濃厚な味を生かし、柔らかなスポンジと口溶けの良い生クリームを使ったレシピを完成させ、その後そごうやシンケールス直営店「ファクトリーシン」などで苺ショートケーキとして販売されるに至った。
「神戸ルージュ」のルージュは、フランス語で、赤や口紅、頬紅などの意味。